# Episodi di Hamburg Distretto 21 (quattordicesima stagione)
La quattordicesima stagione della serie televisiva Hamburg Distretto 21 è stata trasmessa in Germania sulla rete televisiva ZDF tra il 2019 e il 2020.
In Italia è stata trasmessa in prima visione assoluta su Rete 4 dal 19 ottobre al 9 dicembre 2021. 
Protagonisti della stagione sono le coppie di ispettori formate da Mattes Seeler (Matthias Schloo) e Melanie Hansen (Sanna Englund), Hans Moor (Bruno F. Apitz) e Franziska Jung (Rhea Harder), Kris Freiberg (Marc Barthel) e Aslan Pinar (Aybi Era), impegnati nella risoluzione dei diversi casi che si susseguono nei 25 episodi.
| nº | Titolo originale    | Titolo italiano              | Prima TV Germania | Prima TV Italia  |
| -- | ------------------- | ---------------------------- | ----------------- | ---------------- |
| 1  | Erster Einsatz      | Primo incarico               | 26 settembre 2019 | 19 ottobre 2021  |
| 2  | Patentochter        | La figlioccia                | 10 ottobre 2019   | 20 ottobre 2021  |
| 3  | Blutsbrüder         | Fratelli di sangue           | 17 ottobre 2019   | 21 ottobre 2021  |
| 4  | Dunkle Welten       | Mondi oscuri                 | 24 ottobre 2019   | 22 ottobre 2021  |
| 5  | Kiezlösung          | Un conto in sospeso          | 31 ottobre 2019   | 26 ottobre 2021  |
| 6  | Magische Wahrheit   | Magica verità                | 7 novembre 2019   | 27 ottobre 2021  |
| 7  | Reichsbürger        | Cittadini del reich          | 14 novembre 2019  | 28 ottobre 2021  |
| 8  | Gier                | Avidità                      | 21 novembre 2019  | 29 ottobre 2021  |
| 9  | Neben der Spur      | Fuori fase                   | 28 novembre 2019  | 2 novembre 2021  |
| 10 | Zeit ist Geld       | Il tempo è denaro            | 5 dicembre 2019   | 3 novembre 2021  |
| 11 | Versuchung          | Tentazione                   | 12 dicembre 2019  | 4 novembre 2021  |
| 12 | Vier Stunden Luft   | Quattro ore d'aria           | 19 dicembre 2019  | 5 novembre 2021  |
| 13 | Lebensmüde          | Stanco di vivere             | 2 gennaio 2020    | 9 novembre 2021  |
| 14 | Gegen alle Regeln   | Contro tutte le regole       | 16 gennaio 2020   | 10 novembre 2021 |
| 15 | Kopfjagd in Hamburg | Caccia alla testa ad Amburgo | 23 gennaio 2020   | 11 novembre 2021 |
| 16 | Wackeldackel        | Il bassotto                  | 30 gennaio 2020   | 12 novembre 2021 |
| 17 | Entgleisung         | Deragliamento                | 6 febbraio 2020   | 16 novembre 2021 |
| 18 | AB negativ          | Ab negativo                  | 13 febbraio 2020  | 17 novembre 2021 |
| 19 | Pick-up-Artist      | Pick-up-artist               | 20 febbraio 2020  | 18 novembre 2021 |
| 20 | Schluss mit lustig! | La festa è finita            | 27 febbraio 2020  | 23 novembre 2021 |
| 21 | Immer am Limit      | Sempre al limite             | 5 marzo 2020      | 25 novembre 2021 |
| 22 | Pokerprinzessin     | La principessa del poker     | 12 marzo 2020     | 1º dicembre 2021 |
| 23 | Aus für Eva         | È finita per Eva             | 19 marzo 2020     | 7 dicembre 2021  |
| 24 | Schicksalstag       | Il giorno fatale             | 26 marzo 2020     | 8 dicembre 2021  |
| 25 | Stiefsöhne          | Figliastri                   | 9 aprile 2020     | 9 dicembre 2021  |